# Upplandsschottisen
Upplandsschottisen är en årligen återkommande danstävling i mitten av augusti. Tävlingen, som brukar locka närmare 100 deltagare, utgör SM i schottis. Dansen är uppdelad i fyra etapper som dansas på olika underlag. Därefter dansas semifinal och final. Dansarna bedöms efter stil, teknik, rytm, samdansning och uthållighet.